# بيتر إتش دالي
بيتر إتش دالي (بالإنجليزية: Peter H. Daly)‏ هو ضابط أمريكي، ولد في 12 ديسمبر 1955 في شيكاغو في الولايات المتحدة.